# Gannett Company
Gannett Co., Inc. (NYSE: GCI) — американський медіа-холдинг, штаб квартира якого розташована в місті Маклейн, Вірджинія, США. Є найбільшим видавництвом у США за  щоденним тиражем.
До медіа-холдингу входять USA Today, Detroit Free Press, The Indianapolis Star, The Cincinnati Enquirer, The Florida Times-Union, The Tennessean, The Daily News Journal, The Courier-Journal, Democrat and Chronicle, The Des Moines Register, The Arizona Republic, The News-Press, Milwaukee Journal Sentinel, Great Falls Tribune. 